# أندرو بولت
أندرو بولت (بالإنجليزية: Andrew Bolt)‏ هو كاتب العمود وصحفي أسترالي، ولد في 26 سبتمبر 1959 في أديلايد في أستراليا.